# Frédéric Chau
Frédéric Chau, né le 6 juin 1977 à Hô Chi Minh-Ville (Viêt Nam), est un acteur français.
Découvert par le public grâce à sa participation au Jamel Comedy Club, il est également connu pour son rôle dans Qu'est-ce qu'on a fait au Bon Dieu ? et ses suites. D'origine asiatique, il a écrit le scénario du film Made in China, dont il interprète aussi le personnage principal.
Il a tourné dans une trentaine de films ou de séries télévisées, scénarisé un court et un long métrage, participé à des clips musicaux ou au doublage en français de nombreux blockbusters.

## Biographie

### Enfance et études
Frédéric Chau naît le 6 juin 1977 à Hô Chi Minh-Ville, au Viêt Nam, de parents issus de la minorité chinoise du Cambodge. En 1977, alors que sa mère était enceinte de lui, ses parents avaient dû quitter Phnom Penh pour le Viêt Nam, afin d'échapper aux Khmers rouges qui massacrent les civils.
Arrivé en France à l'âge de six mois, après que ses parents ont fui le Cambodge des Khmers rouge puis le Viêt Nam, Frédéric Chau grandit rue Marx Dormoy dans le 18e arrondissement de Paris puis à Villetaneuse, en Seine-Saint-Denis. Aîné de trois enfants, ses parents lui prodiguent une éducation stricte et l'envoient étudier à Paris quand arrive l'âge du lycée.
À dix-huit ans, il obtient le baccalauréat scientifique, puis un DUT en télécommunication.

### Carrière
Après avoir été repéré par un photographe de mode, il exerce brièvement une carrière de mannequin pour l'agence de pub People International. Passionné de voyage, il est recruté en 1998 chez Air France comme steward, tout en prenant des cours de comédie.
En 2005, Frédéric Chau monte sur scène et se fait remarquer en interprétant différents sketches et en intervenant dans plusieurs scènes de stand-up, notamment au théâtre de Ménilmontant et au théâtre de Dix heures avec le club Barres de Rires. En 2006, vêtu de sa chemise blanche, sa cravate et sa veste de costume impeccables, il est le seul Asiatique de la bande du Jamel Comedy Club et il s'en amuse : « Pas facile d'être un comédien asiatique si tu sais pas faire de karaté, de nems, ou que tu connais rien en informatique ! ».
Le jeune acteur a tout d'abord débuté dans le Jamel Comedy Club aux côtés de Thomas Ngijol, Fabrice Éboué et Claudia Tagbo. À cause de sketches jugés trop « clichés », il a préféré quitter la troupe. « À un moment donné, je faisais du stand-up. J'étais pas heureux dans ça, j'alimentais encore des clichés. C'était un truc qui n'était pas en phase avec moi », avait-il notamment déclaré.
En 2009, il participe, avec les autres membres du Jamel Comedy Club, au doublage du Chihuahua de Beverly Hills, prêtant sa voix au personnage de El Diablo. La même année, il quitte la troupe de Jamel Debbouze pour se consacrer entièrement à sa carrière de comédien.
En 2014, il joue le rôle de Chao Pierre Paul Ling  dans la comédie Qu'est-ce qu'on a fait au Bon Dieu ?, aux côtés de Chantal Lauby et de Christian Clavier. La même année, il joue un rôle secondaire dans Lucy, la superproduction de Luc Besson, ce qui lui vaut d'être qualifié d'« acteur français ayant eu le plus de succès en 2014 » par le site du magazine Première, qui note que le cumul de ces deux succès lui permet de totaliser près de 17,5 millions d'entrées durant l'année.
En septembre 2015, il publie une autobiographie, intitulée Je viens de si loin, dans laquelle il se commente son parcours, rappelle l'exil de ses parents rue Marx Dormoy (dans le nord parisien), évoque la vie d'immigré dans le pays et dans cette ville, et expose toutes les conséquences personnelles de l'assimilation et de l'intégration d'immigrés.
Chau est également passé à la réalisation avec un premier court métrage, Un pas vers elle (2017).
Il effectue son deuxième doublage dans le film de science-fiction du réalisateur Luc Besson, Valérian et la Cité des mille planètes (2017)
Après le succès de Qu'est-ce qu'on a fait au Bon Dieu ?, il reprend son rôle dans sa suite, Qu'est-ce qu'on a encore fait au Bon Dieu ?, sortie en 2019.
Le film Made in China (2019) lui permet de remettre en perspective ses origines avec ses propres objectifs professionnels.
En 2021, il prend part au doublage français du film d’animation Raya et le dernier dragon, en incarnant Benja. Il reprend ensuite son rôle de Chao Pierre Paul Ling dans Qu’est ce qu’on a tous fait au bon Dieu ?, de Philippe de Chauveron, sorti début 2022.

### Vie personnelle
En mars 2017, Frédéric Chau et sa compagne annoncent attendre leur premier enfant, une fille, qui naît le 9 juillet 2017. En juin 2019, l'acteur révèle que sa compagne est enceinte de leur deuxième enfant pour le mois d'août.

## Principaux sketches
- 2006 : Mes débuts
- 2007 : Les Chinois au cinéma
- 2008 : Mon père

## Théâtre
- 2019 : Les Justes d'Albert Camus, mise en scène d'Abd Al Malik, scénographie d'Amélie Kiritzé-Topor, Théâtre du Châtelet[16]

## Filmographie
Sauf indication contraire, les informations mentionnées dans cette section peuvent être confirmées par les bases de données cinématographiques IMDb et Allociné,  présentes dans la section « Liens externes ».

### Acteur

#### Cinéma
- 2008 : Crise dans le secteur bancaire (court-métrage) de Marc Schaus
- 2008 : Osc DisT (court-métrage) de Fabius Dubois
- 2009 : 5 films contre l'homophobie : Fusion Man (court-métrage) de Xavier Gens et Marius Vale : Marc
- 2009 : Eden à l'ouest de Costa-Gavras : l'Asiatique
- 2009 : Banlieue 13 : Ultimatum de Patrick Alessandrin : Tran
- 2009 : Neuilly sa mère ! de Gabriel Julien-Laferrière : Chow-Yung-Fi
- 2010 : Rien à perdre (court-métrage) de Jean-Henri Meunier
- 2010 : Coursier d'Hervé Renoh : Rico
- 2010 : From Paris with Love de Pierre Morel : le serveur chinois
- 2010 : Les Princes de la nuit de Patrick Levy

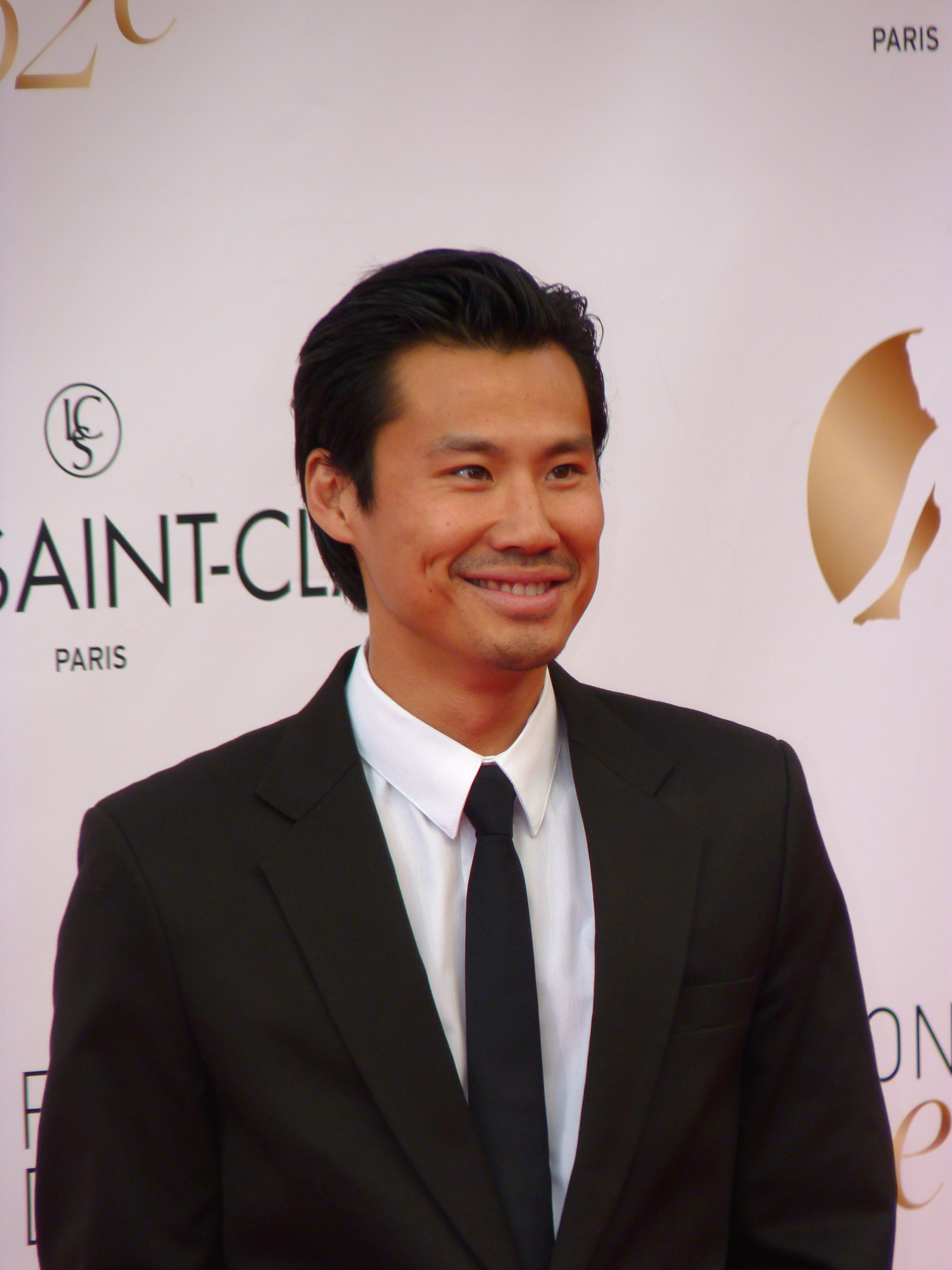
Frédéric Chau au 52e Festival de télévision de Monte-Carlo.

- 2010 : Il reste du jambon ? de Anne Depétrini : Lucien
- 2011 : Halal police d'État de Rachid Dhibou : Mathieu Cohen
- 2011 : Mince alors ! de Charlotte de Turckheim Baptiste, le styliste
- 2013 : Roche Papier Ciseaux de Yan Turgeon Lanouette : Muffin
- 2013 : Paris à tout prix de Reem Kherici : Mister Chan
- 2014 : Qu'est-ce qu'on a fait au Bon Dieu ? de Philippe de Chauveron : Chao Ling
- 2014 : Dealer de Jean Luc Herbulot : Linux
- 2014 : Lucy de Luc Besson : le steward
- 2015 : Feuilles de printemps (court-métrage) de Stéphane Ly-Cuong : Gregoire Nguyen
- 2016 : Uchronia de Christophe Gofette : le Global-ministre des sans-toit et toi et toi et moi
- 2019 : Qu'est-ce qu'on a encore fait au Bon Dieu ? de Philippe de Chauveron : Chao Ling
- 2019 : Made in China de Julien Abraham : François
- 2019 : Les Traducteurs de Régis Roinsard : Chen
- 2020 : Opération Portugal de Frank Cimière : Dr Truong
- 2021 : Qu'est-ce qu'on a tous fait au Bon Dieu ? de Philippe de Chauveron : Chao Ling

#### Télévision
- 2008 : La Taupe, téléfilm de Vincenzo Marano : François Shaozu
- 2008 : Inside Jamel Comedy Club (série télévisée) : lui-même
- 2009 : La Belle Vie, téléfilm de Virginie Wagon : Tin Kok
- 2009 : La Taupe 2, téléfilm de Vincenzo Marano : François Shaozu
- 2009 : Les Incroyables Aventures de Fusion Man, téléfilm de Xavier Gens et Marius Vale : Marc
- 2013 : Les Limiers (série télévisée, 1 épisode) : le docteur Nguyen
- 2017 : Kim Kong (série) de Stephen Cafiero : Choi Han Sung
- 2020 : Peur sur le lac, mini-série de Jérôme Cornuau : Jean Cheng
- 2020 : Coup de foudre à Bangkok, téléfilm de Chris Briant : Wattana Suthama
- 2021 : Je l'aime à mentir de Gabriel Julien-Laferrière : Isaac
- 2022 : Notre-Dame, la part du feu de Hervé Hadmar : Steph Noyelle
- 2024 : L'Incroyable Embouteillage 2 : Vive les mariés ! de David Charhon : Gabriel
- 2025 : O.P.J. (saison 6) : Nico Storelli

#### Doublage
Films
- 2009 : Le Chihuahua de Beverly Hills de Raja Gosnell : El Diablo (Edward James Olmos) (version française)
- 2017 : Valérian et la Cité des mille planètes de Luc Besson : le capitaine Neza (Kris Wu) (voix originale)

Films d'animation
- 2021 : Raya et le Dernier Dragon : Benja (version française)

Séries télévisées
- 2008 : Joséphine, ange gardien de  Patrick Malakian (saison 11, épisode 6 : Sur les traces de Yen) : Le réceptionniste (Kunarat Srisawat) (voix française)

#### Clips et vidéos
- 2002 : clip de la chanson Premier Gaou de Magic System - apparition[17]
- 2007 : clip de la chanson "C'est dans la joie" de Mokobé - apparition
- 2010 : clip de la chanson Splinters of Soul de Chloé Micout[18]
- 2013 : clip de la chanson D'un ave Maria de Pascal Obispo[19]
- 2015 : Chaîne YouTube Le Rire jaune, Ma deuxième chaine !

### Scénariste
- 2017 : Un pas vers elle (court métrage) de lui-même
- 2019 : Made in China de Julien Abraham

### Réalisateur
- 2017 : Un pas vers elle (court métrage)[20]

## Publication
- Je viens de si loin[8], éditions Philippe Rey, 2015[21].